# Emily Williams

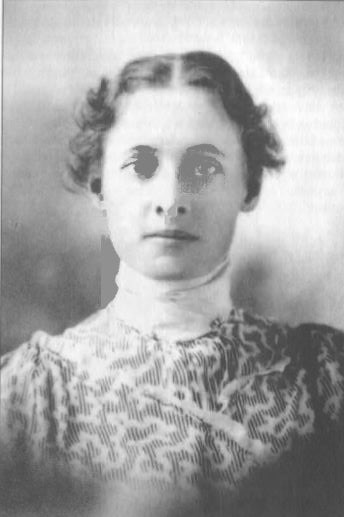
Emily Williams

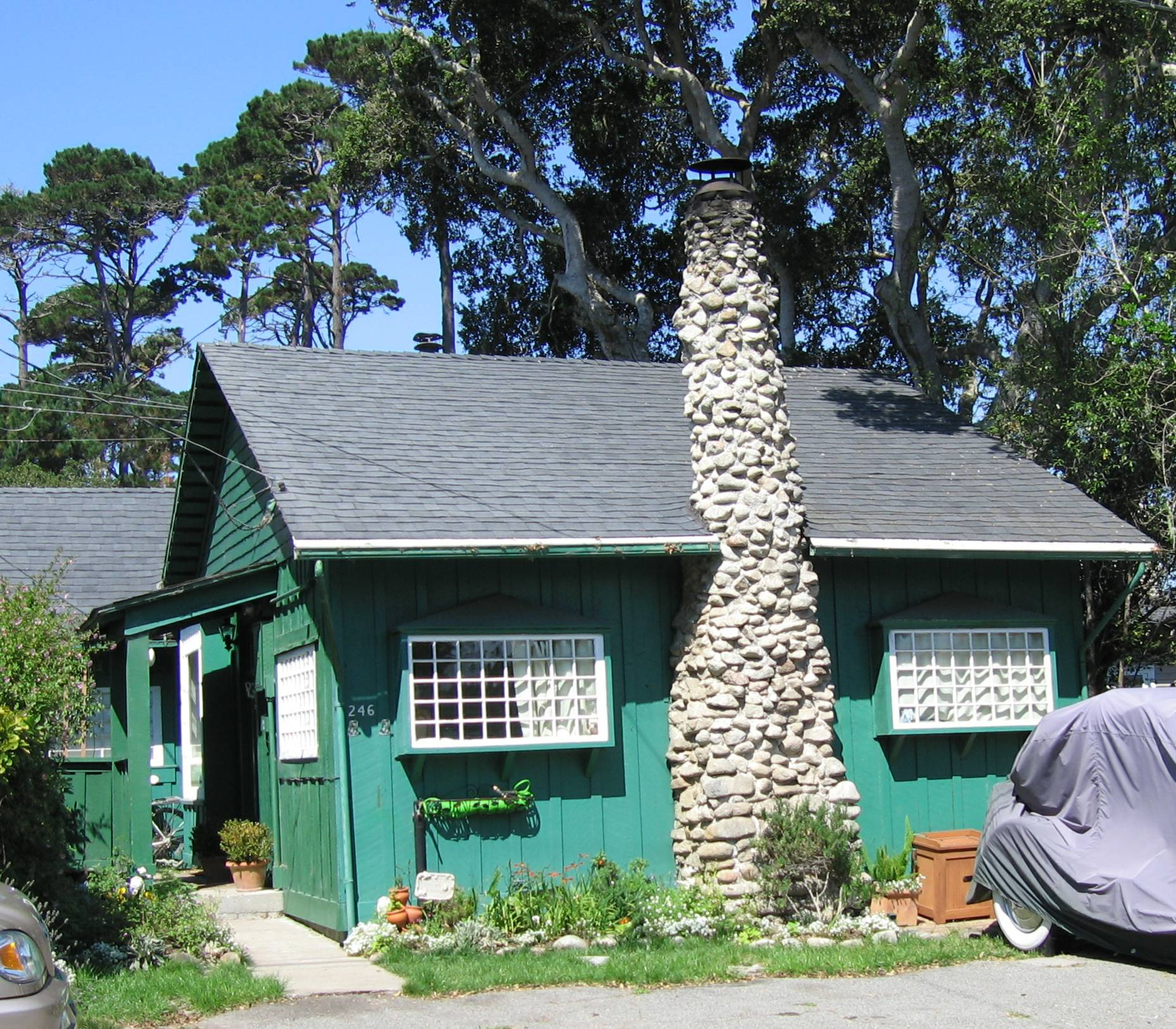
Das erste Haus, entworfen und gebaut von Emily Williams mit Hilfe von Lillian Palmer

Emily Eolian Williams (* 1869 in Nevada City, Kalifornien, USA; † 1942 in Los Gatos, Kalifornien, USA) war eine amerikanische Architektin. Sie war eine der ersten Architektinnen in San José (Kalifornien) und entwarf das Design eines Ausstellungsstandes für die Panama-Pacific International Exposition in San Francisco.

## Leben und Werk

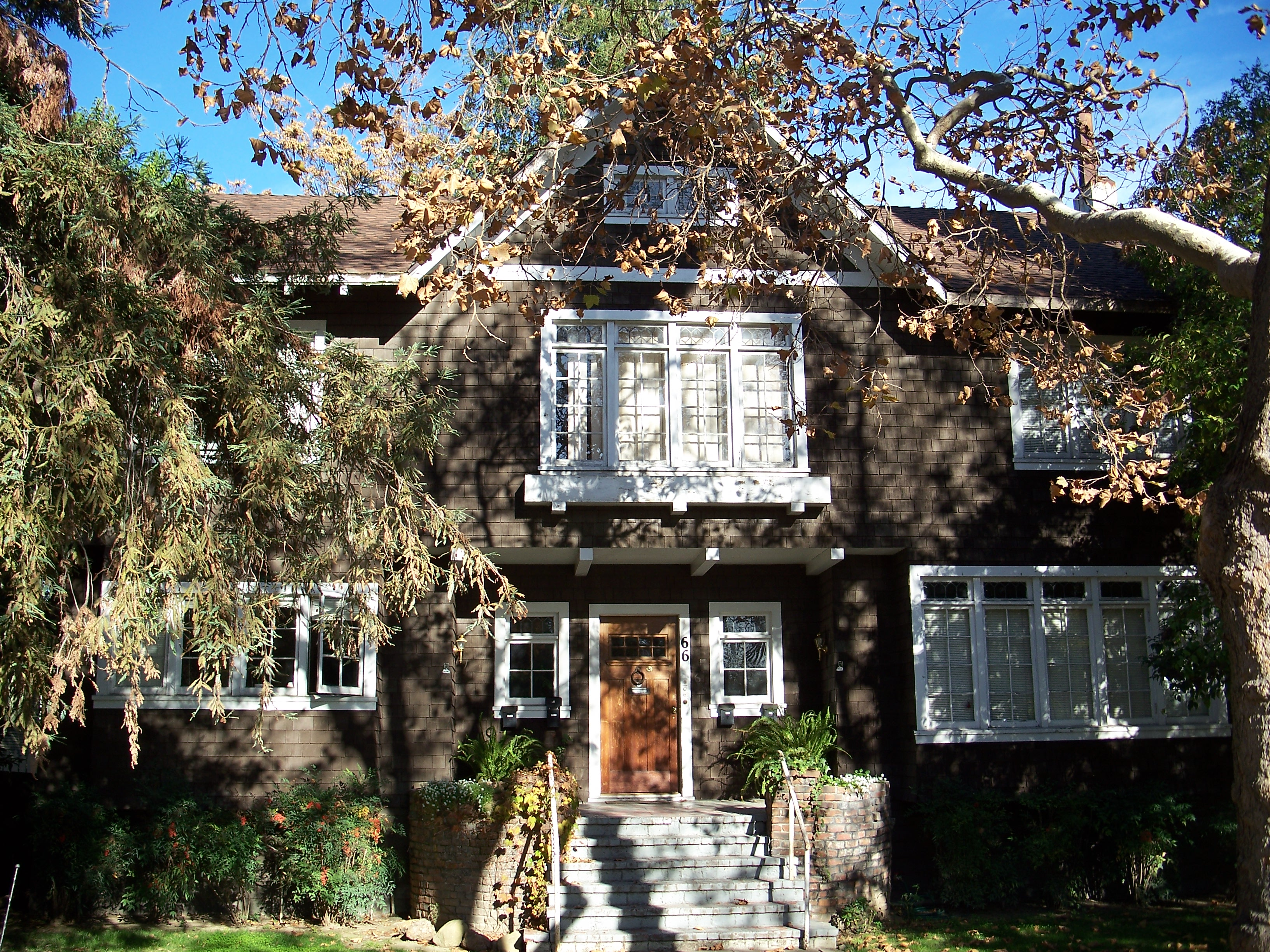
Das von Emily Williams gebaute Arthur Monroe Free House in San José, Kalifornien

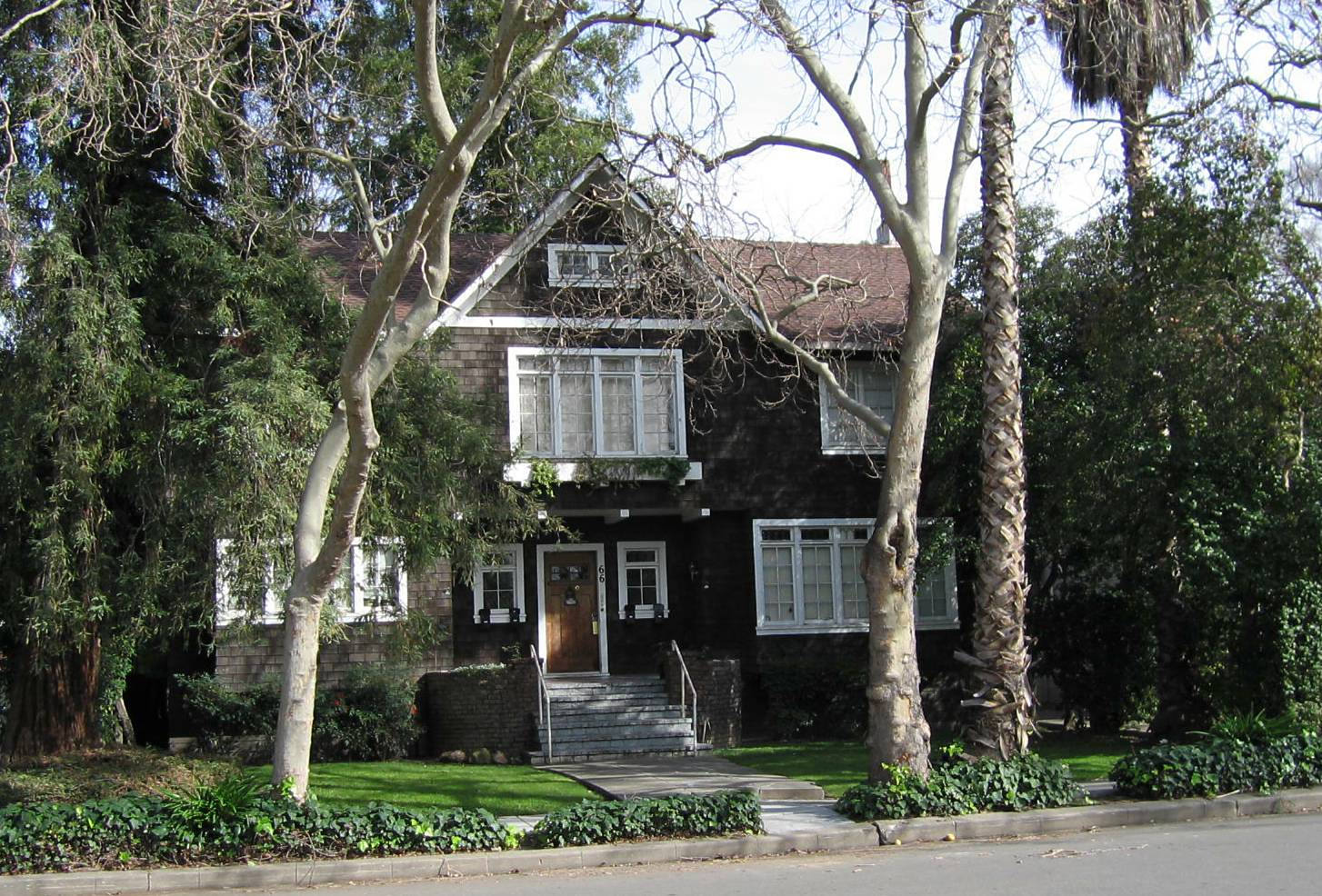
Haus von Don und Annie Palmer, 66 S. 14th Street, San José, 1906

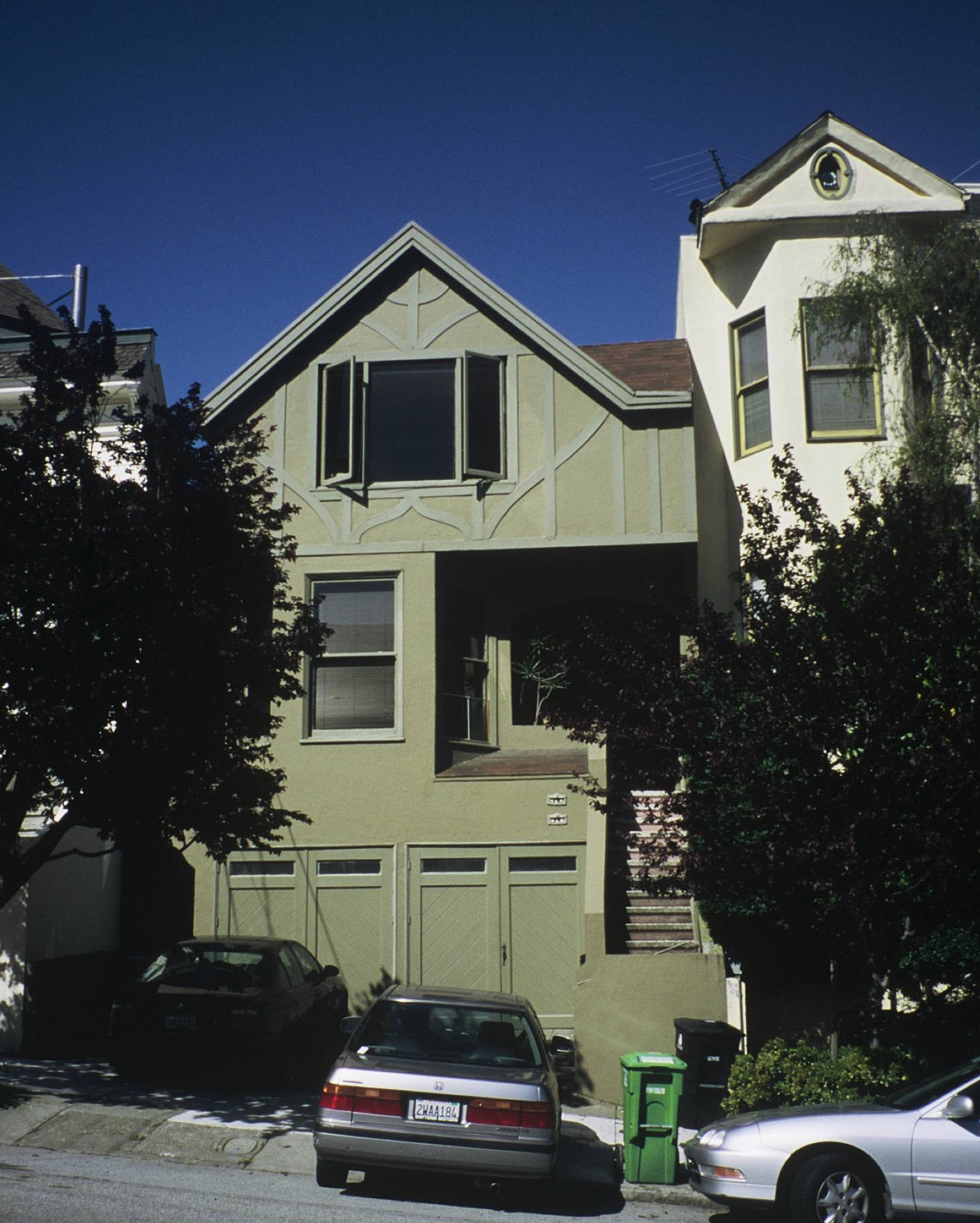
Cassidy Haus in San Francisco

Williams war die Tochter des Präsidenten der San Jose Water Works, Edward Williams. Sie besuchte die San Jose Normal School bis 1887, studierte an der University of the Pacific und unterrichtete anschließend bis 1889 als Lehrerin in Santa Clara (Kalifornien). Sie studierte von 1892 bis 1894 an der Stanford University in Palo Alto.
Sie lernte 1898 Lillian Palmer kennen, die nach dem Tod ihres Vaters in das Haus ihrer Familie zog. Ende 1901 zog sie mit Palmer nach San Francisco, wo sie an der California School of Mechanical Arts (jetzt Lick Wilmerding High School) ein Zeichenstudium abschloss. Williams erhielt danach keine Anstellung als Zeichnerin in einem Architekturbüro, denn Ende des 19. Jahrhunderts war es für eine Frau auch nach dem Studium schwierig, eine Anstellung in einem Architekturbüro zu finden.
1904 kaufte sie mit dem Erbe ihres Vaters ein Grundstück in Pacific Grove und baute nur mit Palmers Hilfe ein kleines Haus in der Chestnut Street. Dieser Umstand fand die Aufmerksamkeit der lokalen Presse und wurde zu einer Touristenattraktion. Williams älteste Schwester beauftragte sie daraufhin mit dem Bau von drei Cottages auf benachbarten Grundstücken. Dadurch erhielt Williams weitere Aufträge, auch einige von prominenten Frauen, wie Anna Lukens aus New York City, eine der ersten Ärztinnen in den Vereinigten Staaten, und der Ehefrau des Präsidenten der Stanford University, Jessie Jordan.
Im Jahr 1905 entwarf sie das Design eines Ausstellungsstandes für die Panama-Pacific International Exposition in San Francisco. Der Auftraggeber war die Alaska Garnet Mining and Manufacturing Company, die im Besitz und unter der Leitung von zwölf Frauen aus St. Paul, Minnesota war. Anfang der zwanziger Jahre erhielt sie einige Aufträge für Häuser in San Francisco. In den Jahren 1906 bis 1907 entwarf Williams mindestens acht Häuser sowie einen Aussichtspunkt an der Küste von Pacific Grove, gesponsert vom Woman's Civic Club. Im Jahr 1907 entwarf sie San Francisco ein Haus für Gertrude Austin, deren Tochter Elizabeth Austin eine Architekturstudentin an der University of California in Berkeley war und für die Williams ein Vorbild wurde.
1908 unternahmen Williams und Palmer eine siebenmonatige Reise nach Europa und Asien, wo Williams in Wien klassische Architektur studierte. Nach ihrer Rückkehr lebte sie mit Palmer in San Francisco, wo Palmer The Palmer Shop gründete und Metallkunstwerke herstellte und verkaufte. Williams entwarf einige Projekte, darunter ein weiteres Haus für einen jungen Stadtingenieur, Walter McIntire, in San José. Für Palmer und sich selbst baute sie eine Wochenendhütte Wake Robin in den Santa Cruz Mountains und ihr Zuhause in San Francisco.
Wahrscheinlich hat sie nach 1924 nicht mehr als Architektin gearbeitet, da zu den Auswirkungen der Weltwirtschaftskrise ihre schlechte Gesundheit dazu beigetragen hat, dass sie ihre Architekturpraxis aufgegeben hat. Sie und Palmer lebten im Wake Robin, welches 1940 durch einen Brand zerstört wurde.
Williams starb 1942 in Los Gatos an einer Herzkrankheit und asthmabedingten Komplikationen. Palmer verstarb 1962 und die gemeinsame Grabstelle befindet sich im Los Gatos Memorial Park.

## Projekte (Auswahl)
- 1903: Williams-Palmer-Haus und Cottage in Pacific Grove
- 1904: Edith Williams 1. Haus in Pacific Grove
- 1904: Edith Williams 2. Haus in Pacific Grove
- 1904: Edith Williams 3. Haus in Pacific Grove
- 1904: Lucy Mabel Pray Haus in Berkeley
- 1906: Reverend George W. Foote Haus (abgerissen) in San José
- 1906: Sequoia Lodge by the Sea (Dr. Anna Lukens Haus) in Pacific Grove
- 1906: Palmer House (jetzt Arthur Monroe Free Haus) in San José
- 1907: Gertrude-Austin-Haus in San Francisco
- 1907: Lillian Palmer House in Pacific Grove
- 1907: Emily-Williams-Haus in Pacific Grove
- 1907: Jordan House (abgerissen) in Carmel
- 1907: WB Richards House in Pacific Grove
- 1907: Pacific Grove Lookout (abgerissen) in Pacific Grove
- 1909: Haus in Berkeley, 1909
- 1909: Alice-Wright-Haus in Alameda
- 1910: „Wake Robin“ Wochenendhaus in Lexington Hills, Los Gatos
- 1910: Pacific Grove Woman's Civic Club (abgerissen) in Pacific Grove
- 1911: Howell House in Pacific Grove
- 1913: McIntire House in San José
- 1913: Williams-Palmer House in San Francisco
- 1923: Hill Haus in San Francisco
- 1924: Cassidy Haus in San Francisco
- 1924: Kennedy Haus in San Francisco
- vor 1924: Williams-Palmer Haus in Los Gatos